# Waaslandkanaal

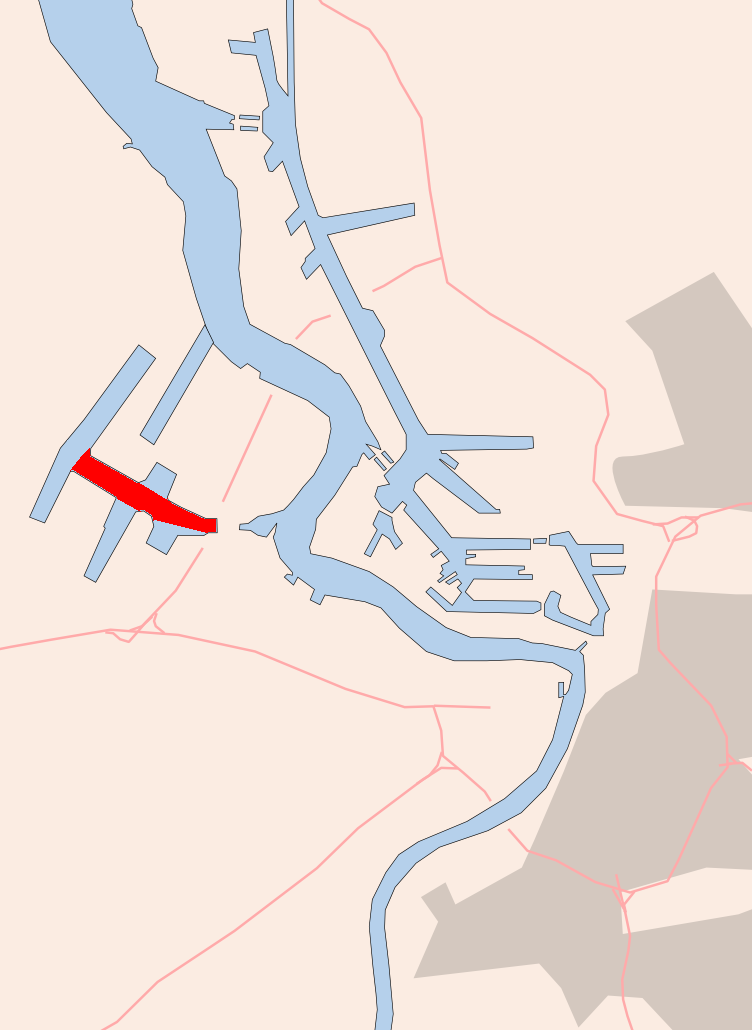
Locatie

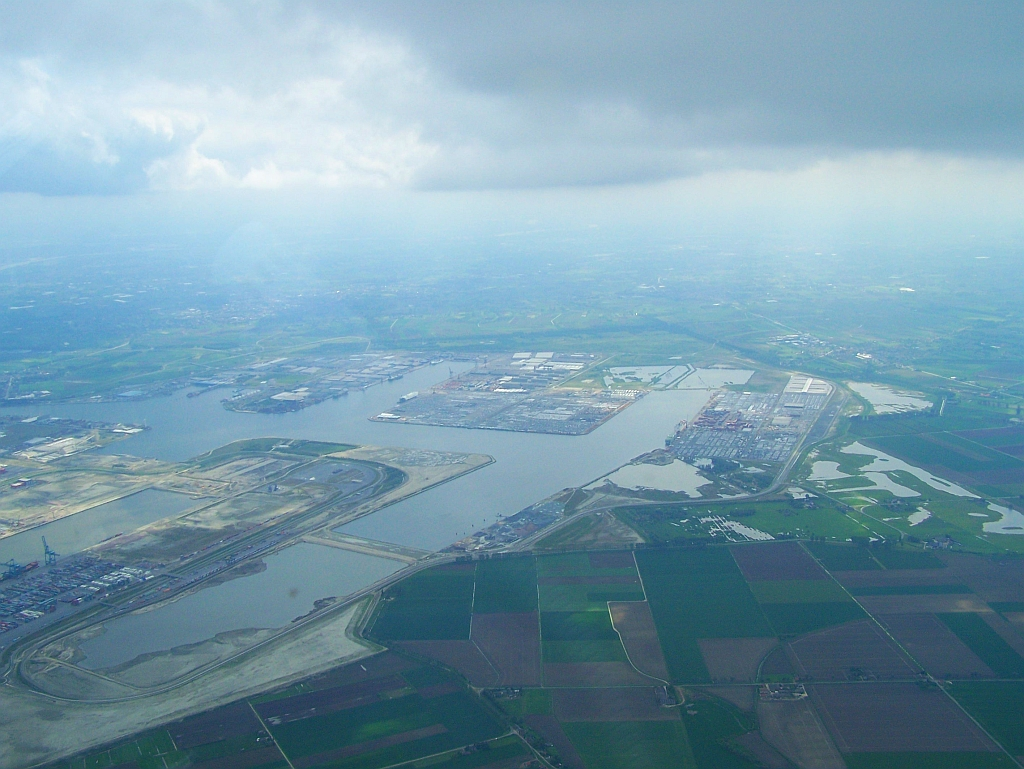
Luchtfoto

Het Waaslandkanaal is een doorgangskanaal en tevens een dok in de haven van Antwerpen. Het ligt centraal in de Waaslandhaven, het gedeelte van de Antwerpse haven op het grondgebied van de provincie Oost-Vlaanderen. Het lange kanaal loopt in noordwest-zuidoostelijke richting. Het is het eerste kanaaldok op de linkeroever, en is tussen 1980 en 1989 gegraven. Het Waaslandkanaal is vanaf de Kallosluis in het oosten tot het westelijkste havengebied van het Doeldok en Verrebroekdok ongeveer 4000 meter lang, 350 meter breed en is 14,50 meter diep.
Vanaf de Kallosluis liggen aan de noordzijde de bedrijven van Gyproc Benelux, NSP (North Sea Petrochemicals) en Borealis, met noordelijk daarvan nog meerdere nieuwe concessies. Aan de noordzijde van dit lange kanaaldok liggen het Noordelijk Insteekdok en het Doeldok.
Nog vanaf de Kallosluis aan de zuidkant ligt het dorp van Kallo op 1,5 km van de Kallosluis en het Zuidelijk Insteekdok en Vrasenedok, waar de concessies A.G.T. en de havengigant Westerlund hun bedrijven hebben.
Verder zijn er nieuwe overslagbedrijven gekomen, vooral gericht op containers en wagentrafiek. Er komen alsmaar meer moderne loodsen en magazijnen. Het Waaslandkanaal eindigt ten westen aan het zuidwestelijk gelegen Vrasenedok en het noordoostelijk gelegen Doeldok.

## Nieuwe toegang
Het Deurganckdok, ten noorden van het Waaslandkanaal, ligt aan de Schelde en is een getijdendok. In 2016 werd de Kieldrechtsluis in gebruik genomen en daarmee een nieuwe toegang tot het Waaslandkanaal. Dit om de vele trafiek die de Kallosluis moet verwerken te ontlasten en de vaarweg in te korten. Door de bouw van de nieuwe sluis kwam er een extra toe- en uitgang, zodat de zeeschepen een alternatief hebben bij een incident bij de Kallosluis.
Op de Antwerpse rechteroever van de Schelde:
Albertdok · Amerikadok · Asiadok · Bevrijdingsdok · Bonapartedok · Churchilldok · Derde Havendok · Eerste Havendok · Graandok · Hansadok · Houtdok · Industriedok · Kanaaldok · 
Kattendijkdok · Kempisch dok · Kooldok · Leopolddok · Lobroekdok · Margueriedok · Marshalldok · Noordschippersdok · Petroleumdok · Sasdok · Schippersdok · Schuildok voor Lichters · Siberiadok · Steendok · Straatsburgdok · Suezdok · Tweede Havendok · Verbindingsdok · Vierde Havendok · Vijfde Havendok · Willemdok · Zesde Havendok · Zuiderdokken
Op de Oost-Vlaamse linkeroever van de Schelde:
Deurganckdok · Doeldok · Noordelijk Insteekdok · Saeftinghedok · Verrebroekdok · Vrasenedok · Waaslandkanaal · Zuidelijk Insteekdok